# Albino Carraro
Albino Carraro (Padova, 4 aprile 1899 – 14 agosto 1964) è stato un arbitro di calcio e dirigente sportivo italiano.
Iniziò ad arbitrare nel 1923 e raggiunse l'apice della carriera quando diresse la finale per il terzo posto al Campionato mondiale di calcio 1934.
Albino Carraro trasferì a Milano la sua azienda di ottica e dal presidente Pozzani fu nominato Direttore Sportivo dell'Ambrosiana-Inter (il 16 marzo 1936), in sostituzione del dimissionario Aldo Molinari. Nella stessa stagione affiancò l'allenatore Gyula Feldmann alla guida dei nerazzurri nelle ultime partite del campionato.